# Mogi Guaçu
Mogi Guaçu (pronunciado [moλi guazu] en portugués) es una ciudad brasileña ubicada en el estado de São Paulo. Se encuentra 60 km al norte de Campinas y 160 km al norte de São Paulo, a una altitud de 591 m s. n. m. Su población es de 140.000 habitantes, y ocupa una superficie de 885,00 km².

## Toponimia
La ciudad es atravesada por el río que dio lugar a su nombre, cuyo significado en el idioma de los primeros habitantes es «Gran Río de las Serpientes». Pudo tratarse del pueblo tupí-guaraní o del kayapó. 

## Historia
Con la llegada de los bandeirantes pioneros que viajaban hacia el oeste, Goiás y Minas Gerais en busca de oro, la población indígena fue disminuyendo, y surgió un asentamiento en el río Moji-Guaçu.
El desarrollo económico se inició con la producción de café y la instalación del ramal de los Ferrocarriles de la Sociedad de Mogiana (1875). El 9 de abril de 1877, la ciudad de Concepción del Campo se convirtió en Mogi Guaçu. Se convirtió en único distrito el 30 de diciembre de 1966.
Con la abolición de la esclavitud, fue iniciada la fase industrial con los inmigrantes italianos que se asentaron y empezaron con las primeras cerámicas; el pionero fue el Padre José Armani con su fábrica de tejas. Esto se debe a la gran cantidad de un tipo de arcilla llamada taguá que se encuentra en el concejo.
Hoy en día, Mogi Guaçu tiene un perfil diverso: empresas inmobiliarias, otras del ámbito de la pulpa y el papel, energía, metalurgia y cosméticos, entre otros dispersos en cinco distritos industriales. Además de la diversificación industrial, cuenta con unos pocos municipios. Mogi Guaçu también destaca por su producción de cultivos de naranja (que ocupa el tercer lugar en la producción del estado) y tomate (tercero en la producción del estado). El comercio también logró la independencia, y atraería a los consumidores de las ciudades vecinas. El comercio creció alrededor de la iglesia parroquial de Nuestra Señora de la Inmaculada Concepción, que se convirtió en la patrona de la ciudad; está ubicada en la plaza de Rui Barbosa, conocida como Recanto.
Desde hace  22 años, se celebra el Feteg (Festival de Teatro Estudiantil Guaçuano). Desde hace 21, el encuentro de agrupaciones corales. El Centro Cultural alberga la Escuela Municipal de Arte de iniciación artística (Emia) y el Teatro Municipal Tupec, con cabida para 450 espectadores. En el deporte, uno de los acontecimientos de mayor tradición es el Maratón de Deportes Guaçuana, que se celebra desde hace 32 años. El Autódromo Velo Cittá, inaugurado en 2012, se encuentra 20 km al noreste de la ciudad.

## Religión

### Iglesia Católica
El municipio pertenece a la diócesis de São João da Boa Vista, y la Matriz da Imaculada Conceição es la más antigua del territorio diocesano, datando de 1740. Fue la segunda iglesia de Brasil en ser dedicada a la Inmaculada Concepción. Actualmente hay 18 parroquias en Mogi Guaçu. Puede encontrar una lista de estas parroquias aquí.
La patrona de Mogi Guaçu es la Inmaculada Concepción, cuya celebración, el 8 de diciembre, es fiesta municipal.

### Iglesias protestantes
El municipio cuenta con los más diversos credos protestantes, pentecostales y neopentecostales como la Iglesia Misionera Pentecostal Betel, Congregación Cristiana en Brasil, Iglesia del Nazareno, Iglesia del Evangelio Cuadrangular, Iglesia Apostólica Renascer em Cristo, Iglesia Presbiteriana, Iglesia Metodista, Iglesia Bautista, Asamblea de Dios, Iglesias adventistas, Iglesia Universal del Reino de Dios, Iglesia Pentecostal de Cristo en Brasil, Iglesia Internacional de la Gracia de Dios, Misión Paz y Vida, Iglesia Mundial del Poder de Dios, Iglesia Misionera de Jesús para las Naciones y varias otras denominaciones con gran crecimiento en las últimas décadas.

## Economía

### Industrias
Hacia 1908 se inició en el municipio la producción de cerámica y azulejos. El pionero fue Cerámica Martini. A medida que avanzaba la primera mitad del siglo XX surgieron empresas cerámicas como: Cerâmica São José, Cerâmica Mogi Guaçu, Cerâmica Gerbi e Indústria Chiarelli. En 1957, Mogi Guaçu conquistó el título de "capital de la cerámica". En todo Brasil, el nombre de la ciudad evocaba ladrillos, tejas, caños, tuberías y pisos de calidad. Fue el momento de mayor actividad cerámica en la región, en el que las antiguas alfarerías avanzaban en su mecanización y adquirían un perfil industrial. En la década de 1960 surgió la Champion Pulp Paper Industry (actualmente International Paper), lo que hizo que la ciudad experimentara un aumento poblacional muy significativo, superando a la ciudad de Mogi Mirim tanto en términos de población como de economía. En la década de 1980, la recesión en la industria de la construcción en Brasil provocó dificultades para el segmento de cerámica en Guaçu. Hoy en día, sólo Cerâmica Lanzi, que se encuentra en proceso de recuperación judicial, permanece activa en el segmento de cerámica en Mogi Guaçu.
Hoy en día, Mogi Guaçu cuenta con industrias de diversos tipos, con 5 parques industriales, cerca de las carreteras SP-340 y SP-342. Hay varias empresas pequeñas y medianas que emplean a miles de personas en la región. En 2000, el producto interno bruto de las industrias de Mogi Guaçu era de 370 millones de reales, y en 2010 fue de 802 millones de reales: un crecimiento del 207 por ciento en 10 años, según el Instituto Brasileño de Geografía y Estadística. Las empresas más grandes ubicadas en la ciudad son: Mahle, International Paper, Ingredion- Unilever, Sandvik y varias otras.

## Fiestas locales
- 9 de abril: aniversario de la ciudad
- 8 de diciembre: Inmaculada Concepción, patrona de Mogi Guaçu